# Frank van Lynden
Mr. Frank Wolfaert Boudewijn baron van Lynden (Amsterdam, 23 november 1918 - Wassenaar, 2 december 2000) was advocaat, bestuurder en voorzitter van de Hoge Raad van Adel.

## Biografie
Van Lynden was lid van de familie Van Lynden en een zoon van Jan Carel Elias baron van Lynden (1887-1946), directeur-generaal van de Rijksgebouwendienst, eerste ondervoorzitter van het Nederlandse Rode Kruis en grootmeester van koningin Wilhelmina, en van Maria Johanna de Clercq (1890-1977). Hij trouwde in 1950 met jkvr. Maria Constantia Johanna van Geen (1922-1993), lid van de familie Van Geen, met wie hij vier kinderen kreeg. Hun oudste zoon, Carel baron van Lynden, is eveneens advocaat te Rotterdam.
Luitenant Van Lynden diende op de Hr.Ms. O 23, en was betrokken bij gevechten onder meer bij Oost-Java.
In 1988 richtte Van Lynden met vier neven de Van Lynden Stichting op. De stichting doet onderzoek naar de familiegegevens en wil de onderlinge familiebanden versterken. Ook ondersteunt de stichting  vijf goede doelen. Zijn zoon Carel is de huidige voorzitter.
Van Lynden was advocaat en procureur te Rotterdam, laatstelijk ten kantore van Loeff Fruin Boeles en Salomonson waaruit Loyens & Loeff en de Amsterdamse vestiging van Allen & Overy zijn voortgekomen, en kantonrechter-plaatsvervanger; als advocaat was hij deken van de Orde van Advocaten van het Rotterdamse arrondissement. Voorts was hij lid van provinciale staten van Zuid-Holland. Hij was vanaf 1972 lid, en van 1986 tot 1991 voorzitter van de Hoge Raad van Adel; bij zijn afscheid als voorzitter werd hij benoemd tot commandeur in de Orde van Oranje-Nassau. Van Lynden was tevens drager van het Bronzen Kruis, net als zijn oudere broer Diederik van Lynden (1917-1990). 
Van Lynden was jarenlang speaker tijdens het CHIO in Rotterdam.